# Niederungsburg Unseburg
Die Niederungsburg Unseburg, früher auch Hunesburg oder Hunesburch genannt, ist der Rest einer Niederungsburg in der Gemeinde Unseburg im Salzlandkreis in Sachsen-Anhalt.
Die Unseburg wurde erstmals 909 als „castra Unnesburch“ erwähnt, vermutlich um 937 im Besitz des Magdeburger Benediktinerklosters St. Mauritius (Moritzkloster) des Erzstiftes Magdeburg als Schenkung von Otto dem I. Ähnliche Namensnennungen weisen auch auf eine frühere Existenz hin.
Die Burg Unseburg wurde um 1213 von den Grafen Walter v. Barby und Friedrich und Wilhelm v. Ammensleben zu einem Raubritternest ausgebaut. Dazu wurde die Hauptburg mit einer 3 m dicken und hohen Mauer umgeben, die Ecken der Anlage wurden durch starke Wehrtürme geschützt und der Eingang mit zwei befestigten Tortürmen versehen. Die Reste der Grundmauern des südlichen der beiden Tortürme waren noch bis vor wenigen Jahren erhalten und haben bis ins 20. Jahrhundert dem Unseburger Amt als Eiskeller gedient. 1218 wurde die Burg zerstört und 1302 wurde der Burgwall mit Ruine 
und ein Teil des Ortes an das Kloster Riddagshausen verkauft. 
Von der ehemaligen Burg sind nur noch Wälle sowie ein Rest eines Torturmes zu sehen. Die einst aus einer quadratischen Hauptburg mit Ecktürmen und einer Vorburg bestehende Burganlage wurde im Norden und Süden von einem Bodearm, im Westen von einem Sumpf geschützt.